# Коктогай (Індерський район)
Коктога́й (каз. Көктоғай) — село у складі Індерського району Атирауської області Казахстану. Адміністративний центр та єдиний населений пункт Коктогайського сільського округу.
У радянські часи село називалось Зелене.
Населення — 2465 осіб (2021; 2418 у 2009, 2378 у 1999, 1926 у 1989).